# Obesotoma
Obesotoma is een geslacht van weekdieren uit de klasse van de Gastropoda (slakken).

## Soorten
- Obesotoma gigantea (Mörch, 1869)
- Obesotoma gigas (Verkrüzen, 1875)
- Obesotoma hokkaidoensis (Bartsch, 1941)
- Obesotoma iessoensis (E. A. Smith, 1875)
- Obesotoma japonica Bartsch, 1941
- Obesotoma laevigata (Dall, 1871)
- Obesotoma okutanii Bogdanov & Ito, 1992
- Obesotoma oyashio Shikama, 1962
- Obesotoma pulcherrima Bogdanov & Ito, 1992
- Obesotoma robusta (Packard, 1866)
- Obesotoma sachalinensis Bogdanov, 1989
- Obesotoma simplex (Middendorf, 1849)
- Obesotoma solida (Dall, 1887)
- Obesotoma starobogatovi Bogdanov, 1990
- Obesotoma tenuilirata (Dall, 1871)
- Obesotoma tomiyaensis (Otuka, 1949)
- Obesotoma tumida (Posselt, 1898)
- Obesotoma uchidai Habe, 1958
- Obesotoma woodiana (Møller, 1842)